# Смышляев, Александр Евгеньевич
Александр Евгеньевич Смышляев (30 апреля 1953 — декабрь 2013) — бывший генеральный директор Хмельницкой АЭС, городской голова Нетешина. Заслуженный энергетик Украины.

## Биография
Родился в семье служащих. В 1970 году окончил среднюю школу № 1 поселка городского типа Николаевка Славянского района Донецкой области, после чего поступил на учёбу в Московский энергетический институт.
По окончании этого института в 1976 направлен на работу на Чернобыльскую АЭС. Работал на должности машиниста-обходчика вспомогательного турбинного оборудования, старшим инженером управления турбинами, начальником смены турбинного цеха, заместителем начальника, начальником турбинного цеха, заместителем главного инженера по эксплуатации 3-й очереди ЧАЭС. Участник ликвидации аварии на 4-м блоке электростанции.
За время работы на Чернобыльской АЭС награждён орденами «Знак Почета» и «Трудового Красного Знамени».
С 1987 по 1992 занимал различные должности в Министерстве атомной энергетики СССР, Министерстве атомной энергетики и промышленности СССР.
В 1992 году вернулся на Украину — начальник Управления эксплуатации атомных станций сначала в «Укратомэнергопроме», а впоследствии в Госкоматоме Украины.
В 1994—2000 работал в регулирующих и надзорных органах по ядерной безопасности на должностях первого заместителя Председателя Госатомнадзора Украины, заместителем, а затем первым заместителем Министра охраны окружающей природной среды и ядерной безопасности Украины, Председателем Государственной администрации ядерного регулирования Украины.
Награждён Почетной Грамотой Кабинета Министров Украины.
Впоследствии работал заместителем Государственного секретаря Министерства экологии и природных ресурсов Украины.
С августа 2002 по июль 2004 работал генеральным директором Хмельницкой АЭС, в период активной подготовки к пуску второго энергоблока станции.
Отмечен званием «Заслуженный энергетик Украины», Почетной Грамотой Верховной Рады Украины, Орденом Ярослава Мудрого 5 степени.
С июля 2004 года по август 2005 года занимал должность директора ГСП « Чернобыльская АЭС». Впоследствии был избран городским головой города Нетешина.